# تورین سپر بلوط
تورین سپر بلوط (به انگلیسی: Thorin Oakenshield)، از جملهٔ مهم‌ترین دورف‌ها در کتاب هابیت است. او پس از دورین مهم‌ترین دورفی است که جی.آر.آر. تالکین بیش از هر کوتوله‌ای دربارهٔ او نوشته‌است. اطلاعات مهم مربوط به او در کل کتاب هابیت و حتی ضمایم بازگشت پادشاه سری ارباب حلقه‌ها یافت می‌شود.

## پیشینه
تورین سپر بلوط که تورین دوم هم نام داشت پسر تراین دوم و نوه پادشاه دورف‌های اره بور، ثرور بود. قلمرو دورف‌ها در زمانی که او یک پسربچه بود توسط اسماگ، بزرگترین و مخوف‌ترین اژدهای سرزمین میانه در دوران سوم به تصرف درآمد و بسیاری از دورف‌ها یا کشته شدند یا به همراه پادشاه و ولیعهدشان از آنجا گریختند. وی به همراه خانواده اش از راهرویی مخفی در اره بور از چنگ اسماگ گریخت. بعضی از اهالی اره بور به تپه‌های آهن مهاجرت کردند و مابقی با بدبختی بسیار زیادی سرانجام ساکن دون لند شدند. وی چندین سال متوالی را دور از خانه اصلی در اریادور گذراند تا اینکه به تشویق گندالف و به کمک دوست عیار هابیتش، بیلبو بگینز، اره بور را برای چند روز پس گرفت و سرانجام در نبرد پنج سپاه بدست اورک‌ها کشته شد.

## شرکت در جنگ موریا
از مدت زمانی که دورف‌ها از اره بور به دون لند تبعید شدند، فشار زیادی به دورف‌ها به خاطر نداشتن معیشت مناسب و زندگی در فقر و تنگ دستی وارد می‌شد. این موضوع حتی شاه‌شان ثرور را آزار می‌داد و به همین دلیل تصمیم به پس گرفتن موریا گرفت. هیچ نیرویی نمی‌توانست ترور را مجبور به انجام اینکار کند جز حلقه هفتم (حلقه هفتم آخرین حلقه دورف‌ها بود که کله بریمبور تحت تأثیر سخنان سائورون ساخت و خودش این هفت حلقه را به پادشاه دورف‌ها در موریا داد تا اینکه به عنوان ارث به ثرور رسید). این حلقه شهوت عظیم طلا را در ذهن او برانگیخت و بزرگترین محرک او برای رفتن به موریا و در نهایت باعث کشته شدنش به دست آزوگ ارک شد. وی به همراه دستیارش نار به موریا رفت و هنگامی که نار را جا گذاشت و خودش تنهایی از راه دیمریل وارد موریا شد، آزوگ سر او را برید و به نشانه اهانت به دورف‌ها، هنگامی که نار نزدیک دروازه آمد تا ببیند چه بلایی بر سر ثرور آمده‌است، چند سکه خرد بی‌ارزش به عنوان دستمزد به طرف نار پرت کرد و سر ثرور را عاقبت به او نشان داد که روی آن به خط رونی اسم آزوگ حک شده بود. این کار آتش خشم را نه تنها در دل نار بلکه در دل تمامی دورف‌ها، چه دورف‌های قوم دورین بی مرگ و چه دیگر دورف‌ها برانگیخت؛ زیرا آنهایی که از قوم دورین بی مرگ نبودند هم نمی‌توانستند این اهانت را به وارث قدیمی‌ترین و مورد احترام‌ترین دورف را تحمل کنند. بدین ترتیب جنگ بزرگ پنج ساله‌ای بر ضد اورک‌ها آغاز شد و تمامی دورف‌ها زیر فرمان ناین دوم پادشاه وقت دورف‌های تپه‌های آهن (که از قوم دورین بودند) گرد آمدند و در اولین گام، استحکامات کوه گونداباد را تصرف کردند و در طی این جنگ پنج ساله، بسیاری از هر دو طرف جنگ کشته شدند.
در سال ششم جنگ، آن‌ها سرانجام به موریا رسیدند و با سپاه آزوگ در مقابل دروازه دیمریل جنگیدند. به دلیل عادت داشتن ارک‌ها به جنگ در شب و نبود آفتاب، ابتدا بخت از دورف‌ها روی برگرداند اما پس از طلوع آفتاب جنگ داشت به نفع دورف‌ها پیش می‌رفت که با رجز خوانی ناین دوم، آزوگ پا به میدان جنگ گذاشت و با ورود او و افرادش به جنگ، برادر تورین فوندین پسر دوم تراین دوم به همراه خویشاوند مستقیمش فوندین پدر بالین کشته شد و تورین و تراین دوم زخم برداشتند؛ طوری‌که تراین از یک چشم نابینا شد. وی در این جنگ به دلیل استفاده از یک تنه بلوط برای دفاع از خودش در برابر ضربات دشمن به سپربلوط معروف گشت.
ناین دوم که برای آزوگ رجز خوانده بود با او وارد جنگ تن به تن شد اما سرانجام به وسیلهٔ شمشیر آزوگ که به یقه زره آهنینش برخورد کرد، باعث شکستگی گردن و سرانجام موجب مرگش شد. با کشته شدن ناین دوم، پسرش داین دوم یا داین آهنین پا، انتقام مرگ پدرش را از آزوگ گرفت و با آنکه بسیار جوان بود، آزوگ را با تبر از پای درآورد؛ در آن زمان هنگامی که آزوگ بسبب پیروزی بر ناین دوم می‌خواست فریاد پیروزی سر دهد، فهمید بسیاری از اورک‌هایش کشته شدند و مابقی به طرف جنوب فرار می‌کنند، برای فرار با ترس به طرف دروازه دیمریل دوید اما داین پا آهنین پیش از آنکه آزوگ بتواند فرار کند مقابل دروازه کارش را ساخت.
بدین ترتیب نبرد موریا یا هادودروند با کشته شدن ثرور و انتقام گرفتن از آزوگ به پایان رسید، اما این جنگ جز پیروزی منفعت مادی ای برای تراین دوم نداشت و تنها چیزی که به او رسید حلقه هفتم بود که ثرور پنهانی آن را به تراین دوم داد.
پس از مدتی پلیدی درون این حلقه، علاقه مفرط تراین را برای بازپس‌گیری اره بور و پیدا کردن و ساختن طلا برانگیخت و او به همراه بالین و دوالین، برادر بالین از دون لند راهی اره بور شد اما موجودات پلید او را تعقیب کردند و سرانجام او را در سیاه بیشه به دام انداختند. بالین و دوالین ابتدا نفهمیدند تراین چطور ناپدید شد، ولی سرانجام گندالف برایشان فاش کرد که جادوپیشه‌ای که در جنوب جنگل بوده وی را به دام انداخته‌است.

## جزئیات کامل زندانی شدن تراین در دخمه جادوپیشه
همان‌طور که در بالا گفته شد، موجوداتی پلید او را در سیاه بیشه بدام انداختند و گندالف به تورین گفت که او را در دخمه‌های جادوپیشه پیدا کرده در حالی که همه چیز جز نقشه و کلید را فراموش کرده بود.
اصل ماجرا این بود که قدرتی که سائورون در درون حلقه هفتم گذاشته بود باعث گیر افتادن تراین در سیاه بیشه شد و دخمه جادوپیشه جایی نبود جز دول گولدور، دومین اقامتگاه سائورون که پس از شکست خوردن از آخرین ارتش اتحاد الف‌ها و انسان‌ها در دوران دوم، آن را در جنوب سیاه بیشه برای تهدید لورین و نابود کردن پادشاهی آرنور بنا نهاد. گندالف در حالی تراین را در دخمه‌های دول گولدور پیدا کرد که می‌خواست بفهمد آن جادوپیشه که ۴۰۰ سال پیش قبل از دوران ۴۰۰ ساله دوران صلح توأم با انتظار هنگام اولین ورودش به دول گولدور گریخته بود کیست؛ هر چند که او حدس می‌زد آن شخص سائورون باشد و به هنگام ورود مخفیانه به دول گولدور و پیدا کردن تراین این موضوع را دریافت و هنگامی که گندالف از قصد سائورون برای حمله به ریوندل و لورین و استفاده از اسماگ برای این موضوع آگاه شد تصمیم گرفت تورین را برای پس گرفتن اره بور ترغیب کند.

## ملاقات تورین و گندالف در مهمانخانه اسبچه راهوار
سر انجام پس از مدتی تورین به اریادور رفت و در دل ارد لوین اقامت گاهی نه چندان مرفه ولی راحت برای مردمش بنا کرده بود که به قول خودش منزلی فقیرانه در تبعید بود و از طریق تجارت روزگار می‌گذراند هر چند که دورف‌های اطراف او مدام از بازگشت دوباره به اره بور و تصاحب گنجینهٔ افسانه‌ای اش سخن می‌راندند و آتش تبعید بیشتر در دل او شعله‌ور می‌شد.
در طرف دیگر گندالف قرار داشت که موضوعات مربوط به سربرآوردن دوباره سائورون و حضور اسماگ در اره بور سخت ذهن او را مشغول می‌کرد؛ زیرا تمام فکر و ذکر سائورون، احیای دوباره آنگمار برای حمله به ریوندل و استفاده از اسماگ برای رسیدن به اهدافش بود. گندالف خوب فهمیده بود دورف‌ها تنها اقوامی اند که می‌توانند سد راه اهداف او شوند؛ پس او می‌خواست بعد از استراحتی مختصر در شایر بدنبال تورین بگردد و میل به پس گرفتن کوه را در او برانگیزد.
او داشت این افکار و برنامه‌هایش را در مهمانخانه اسبچه راهوار مرور می‌کرد که ناگهان تورین با سلام کردن به گندالف و معرفی کردن خودش، باعث غافلگیری و حتی خوشحالی او شد. او در دیدار با تورین، سرانجام از او خواست که دوازده دورف (که با خود تورین سیزده تا می‌شد) و یک دزد را بردارد و فوراً به طرف اره بور حرکت کند.

## در راه اره بور
گندالف برای اینکه مقدمات سفر را آماده کند ابتدا ترتیبی داد تا دورف‌ها برای یک روز در خانه هابیتی به نام بیلبو بگینز بمانند. سپس گندالف سرانجام کاری کرد که نیمه مادری بیلبو که توک و ماجراجو بود بر نیمه پدری بگینزش که راحت طلب و به دنبال فرار از شر بود غلبه کند و او به عنوان عضو چهاردهم گروه راهی اره بور شد. بجز ترول‌ها تا قبل از غار گابلین بزرگ خطر عمده‌ای گروه را تهدید نکرد؛ ولی هنگامی که از ریوندل راهی کوه‌های مه آلود شدند در غارهای این کوه گرفتار اورک‌ها و گابلین‌ها شدند و سرانجام به کمک گندالف که گابلین کبیر را کشت از مهلکه فرار کردند اما بیلبو در حین فرار از دست گابلین‌ها، ناگهان از روی شانه دورف‌ها سر خورد و به غار گالوم سقوط و همان‌جا حلقه یگانه را پیدا کرد. وی توانست با پیچاندن گالوم با این سؤال کهمن چه چیزی در جیبم دارم؟ و با کمک حلقه توانست از دست او فرار کند و دوباره به نزد گروه برگردد. اما هنگام شب بود که گروه مورد حمله اورک‌هایی که از کشته شدن پادشاه‌شان خشمگین بودند قرار گرفتند اما با کمک عقاب‌ها نجات پیدا کردند. به کارراک رسیدند. در آنجا مهمان یک انسان خرس نما به نام بئورن شدند که موجودی دارای رفتار غیرقابل پیش‌بینی و در عین حال دارای نقشی مهم در این ماجرا بود.
بزرگترین مشکل شان در سیاه بیشه شروع شد؛ موقعی که ملزوماتشان در سیاه بیشه به اتمام رسید و اول اسیر عنکبوت‌ها شدند و سپس به اسارت الف‌های جنگلی میرک وود درآمدند و مدتی ملال‌آور در درون کاخ‌های آنان زندانی شدند تا اینکه بیلبو با بسته‌بندی کردن شان در بشکه‌های شراب و انداختن آن‌ها و خودش در رودخانه آن‌ها را نجات داد که البته خوش شانس هم بود؛ زیرا شراب نابی که از ناحیه دوروینیون می‌آمد بقدری خوشمزه و ناب بود که نگهبانان انبار به آن طمع کردند و با نوشیدن آن‌ها به خوابی عمیق فرورفتند.
آنها سوار بر بشکه‌ها، شناور به اسگاروث یا شهر دریاچه رسیدند و با دریافت کردن کمک از سوی ارباب شهر، سوار بر قایق بر روی رود روآن شناور عاقبت به اره بور رسیدند. بیلبو در آنجا با اسماگ روبرو شد و اسماگ که حدس زد او به همراه ۱۳ دورف به اره بور آمده و از آدم‌های اسگاروث هم کمک گرفته‌است خواست که با کشتن مردم شهر دریاچه به قول خودش یک خوشگذرانی حسابی راه بیندازد. خوشگذرانی ای که توسط تیری که بارد کماندار به قسمت خالی حفره سینه اش زد تبدیل به مرگ او شد و اره بور بدون هیچ گونه مدعی اژدهایی آزاد در اختیار گروه تورین و شرکا قرار گرفت.

## از محاصره تا نبرد پنج سپاه
دورف‌ها که شگفت زده از گنجینه بودند و بخاطر آن حاضر بودند با هر کسی که قصد ربودن این گنج را دارد درگیر شوند، بی‌حد و حصر خوشحال بودند، اما این خوشحالی چندان دوامی نیاورد، زیرا شاه الف ها(تراندوئیل) سپاهی ۱۰۰۰نفره و به همراه آدم‌های شهر دریاچه را به طرف دروازه اره بور راند و بارد از تورین خواست به قولی که جلوی ارباب شهر مبنی بر تقسیم ثروت در صورت موفقیت داده بود عمل کند اما تورین که در زندان شاه الف‌ها از بدرفتاری او دلخور و حتی عصبانی بود به بارد گفت تنها زمانی به حرفش عمل می‌کند که سپاه الف‌ها از اینجا برود، اما بارد در جواب او گفت شاه آن‌ها دوست من و کسی است که هنگام نیاز مردمم به کمک ما آمده‌است. اما تورین پیکی را که یک زاغ بود به سوی تپه‌های آهن فرستاد برای اینکه داین آهنین پا پادشاه آنجا از موضوع با خبر شود و به سرعت خود را به صحنه محاصره برساند.
بیلبو شریک هابیت گروه که نگران وقوع جنگ بود، گوهر آرکن را که نماد پادشاهی اره بور بود در جیبش داشت و تورین بیش از هرچیزی برای داشتن آن و ثابت کردن پادشاهی اش آن را می‌خواست. او سرانجام از گوهر آرکن برای پایان دادن به جنگ احتمالی استفاده کرد و به خاطر اقدام صلح طلبانه اش از شاه الف‌ها لقب یاور الف را گرفت و الف‌ها و آدم‌ها او را با تشریفات بسیار برای برگشت بدرقه کردند؛ زیرا غیبت او از نزد تورین می‌توانست مشکل ساز شود. سرانجام در روز بعد، بارد گوهر آرکن را به تورین نشان داد و او مانده بود که این گوهر چطوری بدست آن‌ها افتاده بود تا این که بیلبو حقیقت را به تورین گفت و گفت که گوهر را او به الف‌ها و آدم‌ها داده‌است. تورین که این گوهر را قلب خود می‌دانست و قسم خورده بود اگر کسی آن را از او مخفی کند و به او ندهد انتقام بگیرد نزدیک بود بیلبو را به پایین پرت کند، اما گندالف که مدتی قبل به گروه الف‌ها و آدم‌ها پیوسته بود با اصرار به تورین از او خواست بیلبو را به او پس بدهد و او هم اینکار را کرد. سرانجام در همین زمان، سپاه دورف‌های تپه‌های آهن به رهبری پادشاه‌شان داین آهنین پا به صحنه محاصره رسیدند و جنگ در حال شروع شدن بود که ناگهان اورک‌ها و گرگ‌ها سرو کله‌شان پیدا شد.
آنها که سپاه بزرگی را به رهبری بولگ پسر آزوگ برای انتقام ستاندن از دورف‌ها بخاطر مرگ گابلین کبیر از کوه‌های مه آلود و کوه گونداباد حرکت داده بودند، روز پنجم محاصره وارد گود شدندو دورف‌ها، آدم‌ها و الف‌ها حمله کردند. طرح‌ریز مقاومت الف‌ها و آدم‌ها و دورف‌ها در این جنگ گندالف بود. سپاه شاه الف‌ها طبق خواست گندالف در یال جنوب غربی اره بور و آدم‌های اسگاروث و سپاه دورف‌های تپه‌های آهن در یال جنوب شرقی مستقر شدند و اورک‌ها را مورد حمله قرار دادند. ابتدا جنگ به نفع سه نژاد متحد در جریان بود اما گرگ‌ها و اورک‌ها از قسمت‌های دیگر حمله کردند و بدین وسیله سپاه سه نژاد متحد دورف‌ها، الف‌ها و آدم‌ها در محاصره قرار گرفت و حتی تورین که رعد آسا از کوه بیرون جست نتوانست میان صف محافظان بولگ رخنه ایجاد کند و او به همراه الف‌ها و آدم‌ها و دورف‌هایی که همراهش بودند محاصره شدند و او در طی محاصره به وسیلهٔ نیزه چندین بار زخم خورد و خواهر زادگانش فیلی و کیلی هر دو در دفاع از او کشته شدند. به رغم سر رسیدن عقاب‌ها، هنوز گندالف می‌دانست که ممکن است به طرز فجیعی متحمل شکست شوند و در تدارک انفجار جادو برای درهم کوبیدن اورک‌ها و گرگ‌ها بود که ناگهان بئورن به صحنه نبرد وارد شد و تن مجروح تورین را از نبرد بیرون آورد و سپس بولگ را کشت.
با مرگ بولگ، سپاه اورک‌ها از هم پاشید و به وسیله عقاب‌ها و ائتلاف سه نژاد هلاک شدند و گندالف به این وسیله مانع از تحقق یافتن نقشه سائورون شد. تورین به هنگام مرگ از بیلبو بخاطر کارهای بدی که در حق او کرده بود طلب بخشش کرد و حرفهایش را پس گرفت و سپس بر اثر زخم نیزه‌ها مرد و با گوهر آرکن بر روی سینه اش در مقبره‌ای در اره بور به خاک سپرده شد.